# Heartkiller
"Heartkiller"  je pjesma finskog sastava HIM i prvi singl s nadolazećeg albuma Screamworks: Love in Theory and Practice koji će biti objavljen početkom 2010 godine. Pjesma je trenutačno dostupna na iTunesu, od 7. prosinca 2009.  Službeni spot je objavljen 7. siječnja 2010. godine na njihovoj MySpace stranici, te dan kasnije na njihovoj službenoj i YouTube stranici.

## Popis pjesma
Američki i finski digitalni download
1. "Heartkiller" - 3:30

Njemački CD singl
1. "Heartkiller" - 3:30
2. "Shatter Me with Hope (The Sword of Democles)"

## Ljestvice
| Ljestvica (2009.) | Najviša pozicija |
| ----------------- | ---------------- |
| Austrija          | 56               |
| Finska            | 5                |
| Njemačka          | 34               |
| Rusija            | 240              |